# بطولة أمم أوروبا تحت 21 سنة 2017
بطولة أوروبا تحت 21 سنة لكرة القدم 2017 هي النسخة الحادية والعشرين من المسابقة، تقام حالياً في بولندا بعد اختيارها من قبل اللجنة التنفيذية للاتحاد الأوروبي في 26 يناير 2015. تستمر البطولة من 16 يونيو إلى غاية 30 يونيو 2017، ويسمح للاعبين المولودين في 1 يناير 1994 أو بعد ذلك؛ بالمشاركة في البطولة. ابتداءا من هذه النسخة إرتفع عدد المنتخبات المشاركة من 8 إلى 12 منتخب.

## الملاعب
في 7 يونيو 2016، إختار الاتحاد البولندي لكرة القدم ستة ملاعب من ست مدن مختلفة لإستضافة مباريات البطولة:
| لوبلين                                 | كيلسي                                    | بيدغوشتش                              | كيلسي تيتشي غدينيا كراكوف لوبلين بيدغوشتشبطولة أمم أوروبا تحت 21 سنة 2017 (Poland) |
| أرينا لوبلين السعة: 15.500             | ملعب مدينة كيلتسي السعة: 15.550          | ملعب زديسلاف كريشكوفياك السعة: 20.247 | كيلسي تيتشي غدينيا كراكوف لوبلين بيدغوشتشبطولة أمم أوروبا تحت 21 سنة 2017 (Poland) |
| Arena Lublin                           | Kolporter Arena                          | Zdzisław-Krzyszkowiak-Stadion         | كيلسي تيتشي غدينيا كراكوف لوبلين بيدغوشتشبطولة أمم أوروبا تحت 21 سنة 2017 (Poland) |
| المباراة الإفتتاحية مباريات المجموعة أ | مباريات المجموعة أ                       | مباريات المجموعة ب                    | كيلسي تيتشي غدينيا كراكوف لوبلين بيدغوشتشبطولة أمم أوروبا تحت 21 سنة 2017 (Poland) |
| غدينيا                                 | كراكوف                                   | تيتشي                                 | كيلسي تيتشي غدينيا كراكوف لوبلين بيدغوشتشبطولة أمم أوروبا تحت 21 سنة 2017 (Poland) |
| ملعب جوسير السعة: 15.139               | ملعب كراكوفيا السعة: 15.114              | الملعب البلدي السعة: 15.150           | كيلسي تيتشي غدينيا كراكوف لوبلين بيدغوشتشبطولة أمم أوروبا تحت 21 سنة 2017 (Poland) |
| GOSiR-Stadion                          | Józef-Piłsudski-Stadion                  | Stadion Miejski                       | كيلسي تيتشي غدينيا كراكوف لوبلين بيدغوشتشبطولة أمم أوروبا تحت 21 سنة 2017 (Poland) |
| مباريات المجموعة ب                     | مباريات المجموعة ج، نصف النهائي والنهائي | مباريات المجموعة ج ونصف النهائي       | كيلسي تيتشي غدينيا كراكوف لوبلين بيدغوشتشبطولة أمم أوروبا تحت 21 سنة 2017 (Poland) |

## التصفيات
إنطلقت التصفيات في 26 مارس 2015 واختتمت في 15 نوفمبر 2016 وشارك فيها 52 منتخبا (منتخب جبل طارق لم يدخل التصفيات) من الاتحاد الأوروبي لكرة القدم، انقسمت التصفيات إلى مرحلتين:
- المرحلة الأولى: تم تقسيم المنتخبات الـ52 إلى 9 مجموعات (سبعة مجموعات تتكون من 6 منتخبات، ومجموعتين تتكونان من 5 منتخبات). لعبت مباريات كل مجموعة بإتباع نظام الذهاب والإياب، ويتأهل متصدر كل مجموعة مباشرة إلى البطولة النهائية. بينما تتأهل أفضل أربع منتخبات وصيفة إلى المرحلة الثانية.
- المرحلة الثانية: في هذه المرحلة تلعب المنتخبات الأربعة ضد بعضها البعض ذهاباً وإياباً لتحديد المنتخبين المتأهلين إلى النهائيات.

### المنتخبات المتأهلة
تأهل ما مجموعه 12 منتخب إلى المسابقة النهائية، 11 منتخب من التصفيات بالإضافة إلى بولندا المستضيفة.
| المنتخب  | تأهل بصفته                | تاريخ التأهل   | المشاركات السابقة في البطولة1                                                                                   |
| -------- | ------------------------- | -------------- | --- |
| بولندا   | المستضيف                  | 26 يناير 2015  | 5 (1982، 1984، 1986، 1992، 1994)                                                                                |
| التشيك   | متصدر المجموعة 1          | 7 أكتوبر 2016  | 12 (19782، 19802، 19882، 19902، 19922، 19942، 1996، 2000، 2002، 2007، 2011، 2015)                               |
| إيطاليا  | متصدر المجموعة 2          | 11 أكتوبر 2016 | 18 (1978، 1980، 1982، 1984، 1986، 1988، 1990، 1992، 1994، 1996، 2000، 2002، 2004، 2006، 2007، 2009، 2013، 2015) |
| مقدونيا  | متصدر المجموعة 3          | 11 أكتوبر 2016 | 0 (أول مشاركة)                                                                                                  |
| البرتغال | متصدر المجموعة 4          | 6 سبتمبر 2016  | 7 (1994، 1996، 2002، 2004، 2006، 2007، 2015)                                                                    |
| الدنمارك | متصدر المجموعة 5          | 6 سبتمبر 2016  | 6 (1978، 1986، 1992، 2006، 2011، 2015)                                                                          |
| السويد   | متصدر المجموعة 6          | 10 أكتوبر 2016 | 7 (1986، 1990، 1992، 1998، 2004، 2009، 2015)                                                                    |
| ألمانيا  | متصدر المجموعة 7          | 7 أكتوبر 2016  | 10 (19823، 19903، 1992، 1996، 1998، 2004، 2006، 2009، 2013، 2015)                                               |
| سلوفاكيا | متصدر المجموعة 8          | 6 أكتوبر 2016  | 1 (2000) |
| إنجلترا  | متصدر المجموعة 9          | 6 أكتوبر 2016  | 13 (1978، 1980، 1982، 1984، 1986، 1988، 2000، 2002، 2007، 2009، 2011، 2013، 2015)                               |
| صربيا    | الفائز من المرحلة الثانية | 15 نوفمبر 2016 | 9 (19784، 19804، 19844، 19904، 20045، 20065، 2007، 2009، 2015)                                                  |
| إسبانيا  | الفائز من المرحلة الثانية | 15 نوفمبر 2016 | 12 (1982، 1984، 1986، 1988، 1990، 1994، 1996، 1998، 2000، 2009، 2011، 2013)                                     |

1 الغليظ يشير لبطل تلك السنة. المائل يشير إلى مستضيف تلك السنة.
2 تحت مسمى تشيكوسلوفاكيا
3 تحت مسمى ألمانيا الغربية
4 تحت مسمى يوغوسلافيا
5 تحت مسمى صربيا والجبل الأسود

## الحكام
في فبراير 2017، إختار الاتحاد الأوروبي لكرة القدم 9 طواقم تحكيم لإدارة مباريات هذه البطولة.
| البلد    | الحكم             | الحكم المساعد الأول  | الحكم المساعد الثاني | حكم مساعد إضافي        | حكم مساعد إضافي       |
| -------- | ----------------- | -------------------- | -------------------- | ---------------------- | --------------------- |
| النمسا   | هارالد ليخنر      | أندرياس هايدنرايتخ   | ماكسيميليان كولبيتش  | ألكسندر هركام          | جوليان واينبرغر       |
| إسبانيا  | خيسوس خيل مانزانو | أنخيل نيفادو رودريغز | دييغو بيربيرو سيفيا  | كارلوس ديل سيرو غراندي | خوان مارتينيز مونويرا |
| فرنسا    | بينوا باستيان     | هشام زكراني          | فريدريك هاكت         | بينوا ميلوت            | جيروم ميغيلغوري       |
| ألمانيا  | توبياس ستيلر      | رافائيل فولتين       | يان سيديل            | دانيال سيبيرت          | بنجامين براند         |
| ليتوانيا | جيديميناس مازيكا  | فيتوتاس شيمكوس       | فيتينيس كازلوسكاس    | دوناتاس رومساس         | روبرتاس فاليكونيس     |
| هولندا   | سردار غوزوبويوك   | باس فان دونغن        | يوست فان زويلن       | دينيس هيغلر            | جيروين مانسكوت        |
| اسكتلندا | بوبي مادن         | ديفيد ماجيتشي        | ألاستير ماذر         | أندرو دالاس            | دونالد روبرتسون       |
| سلوفاكيا | إيفان كروزلياك    | توماس سومولاني       | برانيسلاف هانكو      | بيتر كرالوفيتش         | فيليب جلوفا           |
| سلوفينيا | سلافكو فينتشيك    | توماس كلانتشنيك      | أندراز كوفاسيتش      | رادي أوبرينوفيتش       | روبرتو بونيس          |

## مرحلة المجموعات
يتأهل متصدر كل مجموعة وأفضل منتخب وصيف إلى نصف النهائي.

كسر التعادل
يتم ترتيب المنتخبات في كل مجموعة حسب مجموع النقاط التي حصل عليها (3 نقاط للفوز، 1 نقطة للتعادل، 0 نقطة للخسارة)، وفي حال تعادل فريقين أو أكثر بالنقاط، يتم تحديد المراكز وفقاً للقواعد التالية:
1. أعلى عدد من النقاط في المواجهات المباشرة بين المنتخبين المتعادلين.
2. أعلى فارق أهداف في المواجهات المباشرة بين المنتخبين المتعادلين.
3. المنتخب الأكثر تسجيلاً للأهداف في المواجهات المباشرة بين المنتخبين المتعادلين.
4. في حال إستمرار التعادل بين منتخبين أو أكثر بعد تطبيق القواعد أعلاه، يتم إعادة تطبيق القواعد أعلاه مرة أخرى على مباريات المنتخبين أو المنتخبات المتساوية.
5. أعلى فارق أهداف في كامل البطولة.
6. المنتخب الأكثر تسجيلاً للأهداف في كامل البطولة.
7. إذا كانت المتخبات المتعادلة هي اثنان فقط، وكانا سوياً على أرض الملعب في المباراة الأخيرة يتم لعب شوطين إضافيين كمباراة جديدة وفي حال التعادل في الأشواط الإضافية، يتم اللجوء إلى ضربات الترجيح.

### المجموعة أ
| م | الفريق     | لعب | ف | ت | خ | أ.له | أ.ع | أ.ف | نقاط | التأهل             |
| - | ---------- | --- | - | - | - | ---- | --- | --- | ---- | ------------------ |
| 1 | إنجلترا    | 3   | 2 | 1 | 0 | 5    | 1   | +4  | 7    | مرحلة خروج المغلوب |
| 2 | سلوفاكيا   | 3   | 2 | 0 | 1 | 6    | 3   | +3  | 6    |                    |
| 3 | السويد     | 3   | 0 | 2 | 1 | 2    | 5   | −3  | 2    |                    |
| 4 | بولندا (H) | 3   | 0 | 1 | 2 | 3    | 7   | −4  | 1    |                    |

| السويد | 0–0   | إنجلترا |
| ------ | ----- | ------- |
|        | تقرير |         |

| بولندا    | 1–2   | سلوفاكيا                  |
| --------- | ----- | ------------------------- |
| ليبسكي 1' | تقرير | فالينت 20' · شافرانكو 78' |

| سلوفاكيا  | 1–2   | إنجلترا                  |
| --------- | ----- | ------------------------ |
| شريين 23' | تقرير | ماوسون 50' · ريدموند 61' |

| بولندا                                  | 2–2   | السويد                          |
| --------------------------------------- | ----- | ------------------------------- |
| مونيتا 6' · كوفناتسكي 90+1' (ركلة جزاء) | تقرير | ستراندبيرغ 36' · أون لارسون 41' |

| إنجلترا                                    | 3–0   | بولندا |
| ------------------------------------------ | ----- | ------ |
| جراي 6' · مورفي 69' · بيكر 82' (ركلة جزاء) | تقرير |        |

| سلوفاكيا                           | 3–0   | السويد |
| ---------------------------------- | ----- | ------ |
| شريين 5' · ميهاليك 22' · شاتكا 73' | تقرير |        |

### المجموعة ب
| م | الفريق   | لعب | ف | ت | خ | أ.له | أ.ع | أ.ف | نقاط | التأهل             |
| - | -------- | --- | - | - | - | ---- | --- | --- | ---- | ------------------ |
| 1 | إسبانيا  | 3   | 3 | 0 | 0 | 9    | 1   | +8  | 9    | مرحلة خروج المغلوب |
| 2 | البرتغال | 3   | 2 | 0 | 1 | 7    | 5   | +2  | 6    |                    |
| 3 | صربيا    | 3   | 0 | 1 | 2 | 2    | 5   | −3  | 1    |                    |
| 4 | مقدونيا  | 3   | 0 | 1 | 2 | 4    | 11  | −7  | 1    |                    |

| البرتغال                    | 2–0   | صربيا |
| --------------------------- | ----- | ----- |
| - غويديس 37' - فرنانديز 88' | تقرير |       |

| إسبانيا                                                       | 5–0   | مقدونيا |
| ------------------------------------------------------------- | ----- | ------- |
| - ساؤول 10' - أسينسيو 16'، 54'، 72' - دولوفيو 35' (ركلة جزاء) | تقرير |         |

| صربيا                          | 2–2   | مقدونيا                             |
| ------------------------------ | ----- | ----------------------------------- |
| غاسينوفيتش 24' · دورديفيتش 90' | تقرير | باردي 64' (ركلة جزاء) · جورجييف 83' |

| البرتغال  | 1–3   | إسبانيا                                |
| --------- | ----- | -------------------------------------- |
| بروما 77' | تقرير | ساؤول 21' · ساندرو 65' · ويليامز 90+3' |

| مقدونيا                  | 2–4   | البرتغال                                   |
| ------------------------ | ----- | ------------------------------------------ |
| باردي 40' · ماركوسكي 80' | تقرير | إدغار لي 2' · بروما 22'، 90' · بودينسي 57' |

| صربيا | 0–1   | إسبانيا    |
| ----- | ----- | ---------- |
|       | تقرير | سواريز 38' |

### المجموعة ج
| م | الفريق         | لعب | ف | ت | خ | أ.له | أ.ع | أ.ف | نقاط | التأهل             |
| - | -------------- | --- | - | - | - | ---- | --- | --- | ---- | ------------------ |
| 1 | إيطاليا        | 3   | 2 | 0 | 1 | 4    | 3   | +1  | 6    | مرحلة خروج المغلوب |
| 2 | ألمانيا        | 3   | 2 | 0 | 1 | 5    | 1   | +4  | 6    | مرحلة خروج المغلوب |
| 3 | الدنمارك       | 3   | 1 | 0 | 2 | 4    | 7   | −3  | 3    |                    |
| 4 | جمهورية التشيك | 3   | 1 | 0 | 2 | 5    | 7   | −2  | 3    |                    |

| ألمانيا               | 2–0   | جمهورية التشيك |
| --------------------- | ----- | -------------- |
| ماير 44' · غنابري 50' | تقرير |                |

| الدنمارك | 0–2   | إيطاليا                    |
| -------- | ----- | -------------------------- |
|          | تقرير | بيلغريني 54' · بيتانيا 86' |

| جمهورية التشيك                        | 3–1   | إيطاليا     |
| ------------------------------------- | ----- | ----------- |
| ترافنيك 24' · هافليك 79' · لوفتنر 85' | تقرير | بيراردي 70' |

| ألمانيا                           | 3–0   | الدنمارك |
| --------------------------------- | ----- | -------- |
| سيلكي 53' · كيمبف 73' · أميري 79' | تقرير |          |

| إيطاليا         | 1–0   | ألمانيا |
| --------------- | ----- | ------- |
| بيرنارديسكي 31' | تقرير |         |

| جمهورية التشيك     | 2–4   | الدنمارك                                       |
| ------------------ | ----- | ---------------------------------------------- |
| شيك 27' · كوري 54' | تقرير | أندرسن 23' · زوهوري 35'، 73' · إنغفارتسن 90+1' |

### ترتيب المنتخبات الوصيفة
| م | مج | الفريق   | لعب | ف | ت | خ | أ.له | أ.ع | أ.ف | نقاط | التأهل             |
| - | -- | -------- | --- | - | - | - | ---- | --- | --- | ---- | ------------------ |
| 1 | ج  | ألمانيا  | 3   | 2 | 0 | 1 | 5    | 1   | +4  | 6    | مرحلة خروج المغلوب |
| 2 | أ  | سلوفاكيا | 3   | 2 | 0 | 1 | 6    | 3   | +3  | 6    |                    |
| 3 | ب  | البرتغال | 3   | 2 | 0 | 1 | 7    | 5   | +2  | 6    |                    |

## مرحلة خروج المغلوب
في مرحلة خروج المغلوب يتم اللجوء إلى الوقت الإضافي وركلات الترجيح لتحديد الفائز عند الضرورة.
|  | نصف النهائي       | نصف النهائي |                   |   | النهائي | النهائي |
|  |                   |             |                   |   |         |         |
|  | 27 يونيو – تيتشي  |             |                   |   |         |         |
|  |                   |             |                   |   |         |         |
|  | إنجلترا           | 2 (3)       |                   |   |         |         |
|  | إنجلترا           | 2 (3)       | 30 يونيو – كراكوف |   |         |         |
|  | ألمانيا (ج.)      | 2 (4)       |                   |   |         |         |
|  | ألمانيا (ج.)      | 2 (4)       | ألمانيا           | 1 |         |         |
|  | 27 يونيو – كراكوف |             | ألمانيا           | 1 |         |         |
|  |                   | إسبانيا     | 0                 |   |         |         |
|  | إسبانيا           | إسبانيا     | 0                 | 3 |         |         |
|  | إسبانيا           |             |                   | 3 |         |         |
|  | إيطاليا           | 1           |                   |   |         |         |
|  | إيطاليا           | 1           |                   |   |         |         |

### نصف النهائي
| إنجلترا                | 2–2 (ب.و.إ.) | ألمانيا              |
| ---------------------- | ------------ | -------------------- |
| جراي 41' · أبراهام 50' | تقرير        | سيلكي 35' · بلات 70' |

| إسبانيا                   | 3–1   | إيطاليا                  |
| ------------------------- | ----- | ------------------------ |
| ساؤول نيغيز 53'، 65'، 74' | تقرير | فيديريكو بيرنارديسكي 62' |

### النهائي
| ألمانيا   | 1–0   | إسبانيا |
| --------- | ----- | ------- |
| فايزر 40' | تقرير |         |

## إحصاءات

### قائمة الهدافين
تم تسجيل 65 هدف في 21 مباراة، بمعدل 3.1 هدف في كل مباراة.
5 أهداف
- ساؤول نيغيز

3 أهداف
- ماركو أسينسيو
- بروما

هدفين
- مارتين شريين
- إينيس باردي
- كينيث زوهوري
- فيديريكو بيرنارديسكي
- ديمري جراي
- دافي سيلكي

هدف واحد
- ميتشل فايزر
- فيليكس بلات
- تامي أبراهام
- باتريك شيك
- توماس كوري
- لوكاس أندرسن
- ماركوس إنغفارتسن
- إدغار لي
- دانييل بودينسي
- كيري ماركوسكي
- دينيس سواريز
- ياروسلاف ميهاليك
- لوبو شاتكا
- جيكوب مورفي
- لويس بيكر
- ميخال ترافنيك
- ماريك هافليك
- ميخائيل لوفتنر
- دومينيكو بيراردي
- مارك أوليفر كيمبف
- نديم أميري
- ساندرو راميريز
- إينياكي ويليامز
- ميجات غاسينوفيتش
- أوروش دورديفيتش
- نيكولا جورجييف
- لوكاس مونيتا
- دافيد كوفناتسكي
- كارلوس ستراندبيرغ
- جاكوب أون لارسون
- آلفي ماوسون
- ناثان ريدموند
- لورينزو بيلغريني
- أندريا بيتانيا
- ماكس ماير
- سيرجي غنابري
- باتريك ليبسكي
- برونو فرنانديز
- غونزالو غويديس
- بافول شافرانكو
- مارتن فالينت
- جيرارد دولوفيو

## الشركات الراعية
- أديداس[6]
- كارلسبيرغ[7]
- تشينكتشارس[8]
- شركة كوكا كولا[9]
- كونتيننتال إيه جي[10]
- هايسنس[11]
- مجموعة هيونداي كيا للمركبات[12]
- ماكدونالدز[13]
- شركة النفط الحكومية في أذربيجان[14]
- الخطوط الجوية التركية[15]